# Iveco VM 90
Il Veicolo Multiruolo VM 90 è un mezzo ruotato militare leggero per fuoristrada. È un ibrido, a metà fra l'autocarro tattico ed il fuoristrada, prodotto dalla Iveco Defence Vehicles a partire dall'Iveco Daily. Da questa versione militare è stata successivamente derivata anche la versione civile 40E10 W/M (successivamente 40E13 e 40E15), pensata per le forze dell'ordine e la protezione civile. È in servizio nelle forze armate italiane in tre versioni:
- VM 90T Torpedo, veicolo telonato (successivamente aggiornato in vari particolari e nei propulsori, ha assunto le denominazioni di VM90T2 e l'attuale VM90T3);
- VM 90P Protetto, con una blindatura leggera;
- VM 90 Ambulanza, in versione da trasporto feriti.

## VersioneTorpedo

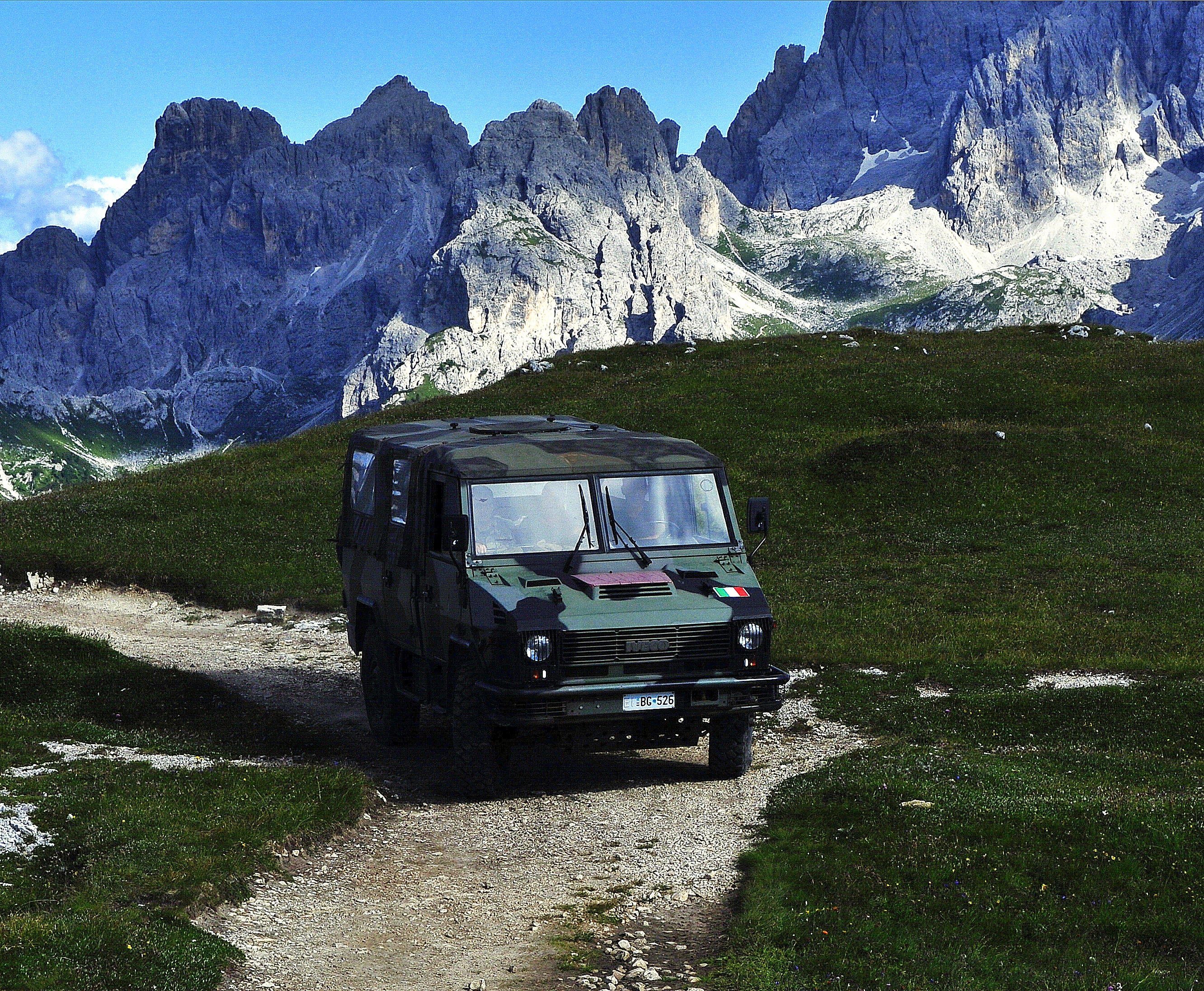
Iveco VM Torpedo a Monte Piana

La versione Torpedo è la versione di base, con parte posteriore telonata ed in grado di trasportare 10 uomini, compreso il conducente. Questa versione è idonea al trasporto tattico della truppa, ma non dispone di una corazzatura; tra gli altri usi vi è la possibilità di trainare piccoli pezzi d'artiglieria o di fungere da posto di comando tattico.
È in uso presso tutti i reparti delle Forze Armate, del Corpo militare volontario della Croce Rossa Italiana, del Corpo militare EI-SMOM e del Corpo di Polizia Penitenziaria. Il maggiore impiego di questo mezzo è destinato a tutte le missioni fuori area.

### Caratteristiche (VM90T3)
- N. cilindri: 4
- Potenza: cv: 150 a 3800 giri/min
- Lunghezza: 4500 mm
- Larghezza: 2010 mm
- Altezza: 2483 mm
- N. marce: 5 + ridotte
- Trazione: integrale permanente con bloccaggio manuale sui 3 differenziali
- Velocità max: 105 km/h
- N. posti: 1 + 9
- Autonomia: 800 km

## VersioneProtetto

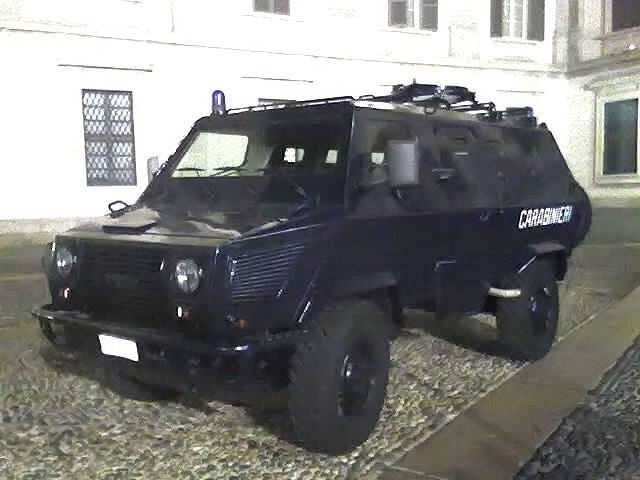
Un VM 90P dell'Arma dei Carabinieri

Questa variante, soprannominata anche "scarrafone", è nata per far fronte alla necessità di garantire maggior protezione per il personale. La versione Protetto è dotata di una blindatura integrale in acciaio balistico omologato dall'Esercito Italiano, con un abitacolo posteriore che sostituisce il cassone telonato della versione Torpedo. Questo abitacolo blindato è dotato di porta posteriore, di feritoie e di fori per utilizzare le armi leggere senza esporsi, nonché di una o più botole per mitragliatrice o altra arma. La blindatura è di tipo leggero ma offre una protezione balistica livello 7,62 NATO ordinario, ed è stata adottata come soluzione temporanea in attesa dell'ingresso in servizio dei VBL Puma e dei LMV Lince.

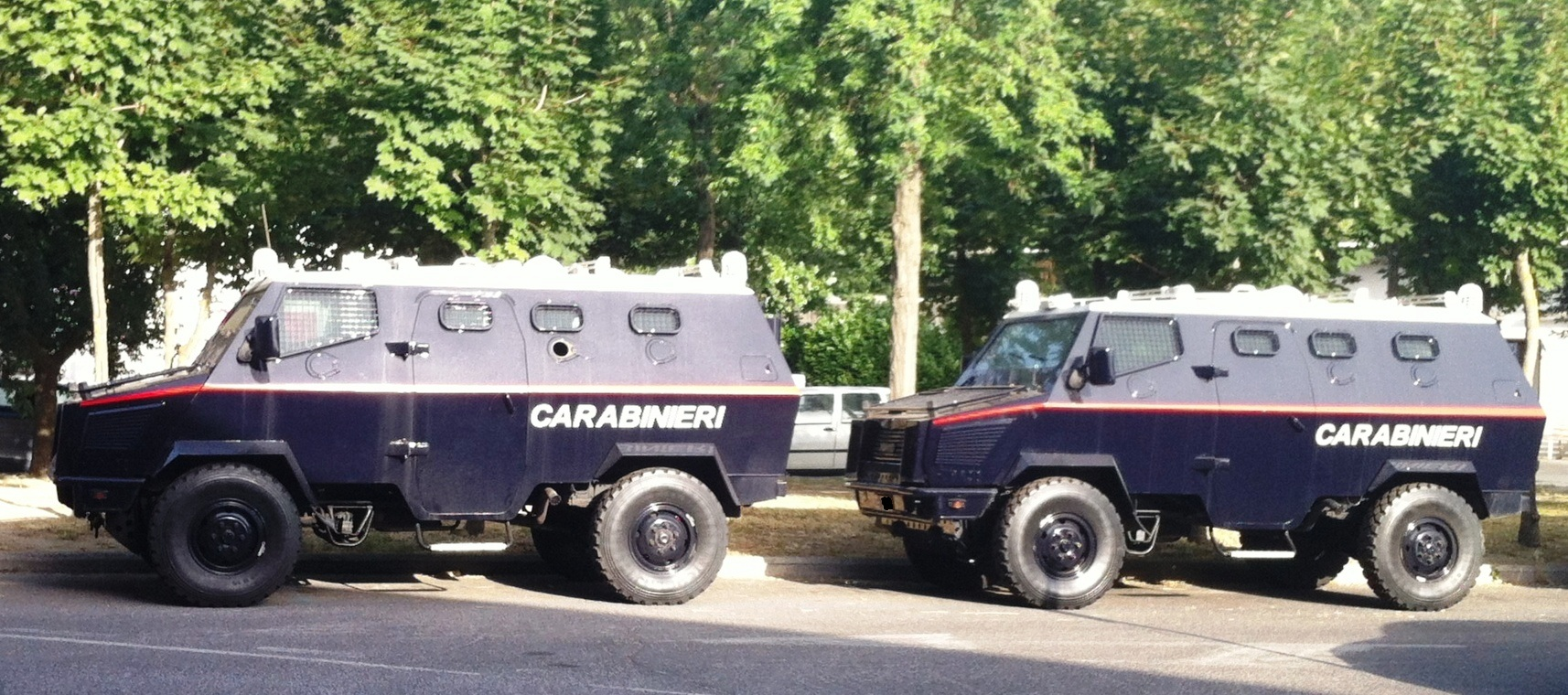
Due VM 90P dell'Arma dei Carabinieri, con la nuova colorazione (2012).

Esistono diverse varianti del VM90P, fra le quali quella destinata all'Arma dei Carabinieri, quella tropicalizzata, o ancora quella destinata all'Esercito Italiano, quella allestita internamente in versione ambulanza e così via. Il veicolo è stato impiegato a partire dall'esperienza in Somalia, durante l'Operazione Restore Hope, e dopo un attentato a Nāṣiriya, durante la missione Antica Babilonia in Iraq, è stato oggetto di critiche per la scarsa protezione offerta all'equipaggio.
Durante l'attentato sono morti 5 soldati a bordo di un mezzo colpito. Tutti e cinque i soldati si trovavano all'interno dell'abitacolo posteriore, dove tre di questi sarebbero morti a causa di uno shock termico e gli altri due a causa delle ustioni riportate.
La variante "Ambulanza", sulla versione Protetto, è stata adottata esclusivamente in Italia, dal Corpo militare volontario della Croce Rossa Italiana, con impiego maggiore nei teatri operativi di Iraq ed Afghanistan. Utilizzi minori sono stati fatti per il terremoto dell'Aquila del 2009 e l'emergenza emigrati a Lampedusa. Questa variante dispone di un unico abitacolo con 5 posti a sedere (autista compreso) ed una lettiga inserita nel proprio vano d'incastro. Il lato posteriore sinistro è occupato da un allestimento a scaffalatura, all'interno del quale vengono contenuti tutti i vari dispositivi medici ed attrezzature sanitarie d'emergenza. L'allestimento esterno è analogo al modello in uso dei Carabinieri, con la dotazione di sirena bitonale, quattro lampeggianti stroboscopici con calotta blu, fari direzionali di colore bianco e l'esposizione laterale sia destra che sinistra, e posteriore, della croce rossa in campo bianco, come funzione protettiva in quanto mezzo di soccorso.

### Caratteristiche
- Cilindrata: 2499 cm³
- N. cilindri: 4
- Potenza: kW: 75,7 (CV: 103) a 3800 giri/min
- Lunghezza: 4680 mm
- Larghezza: 1980 mm
- Altezza: 2380 mm
- N. marce: 5
- Trazione: integrale
- N. posti: 1 + 5
- Autonomia: 800 km.

## VersioneAmbulanza

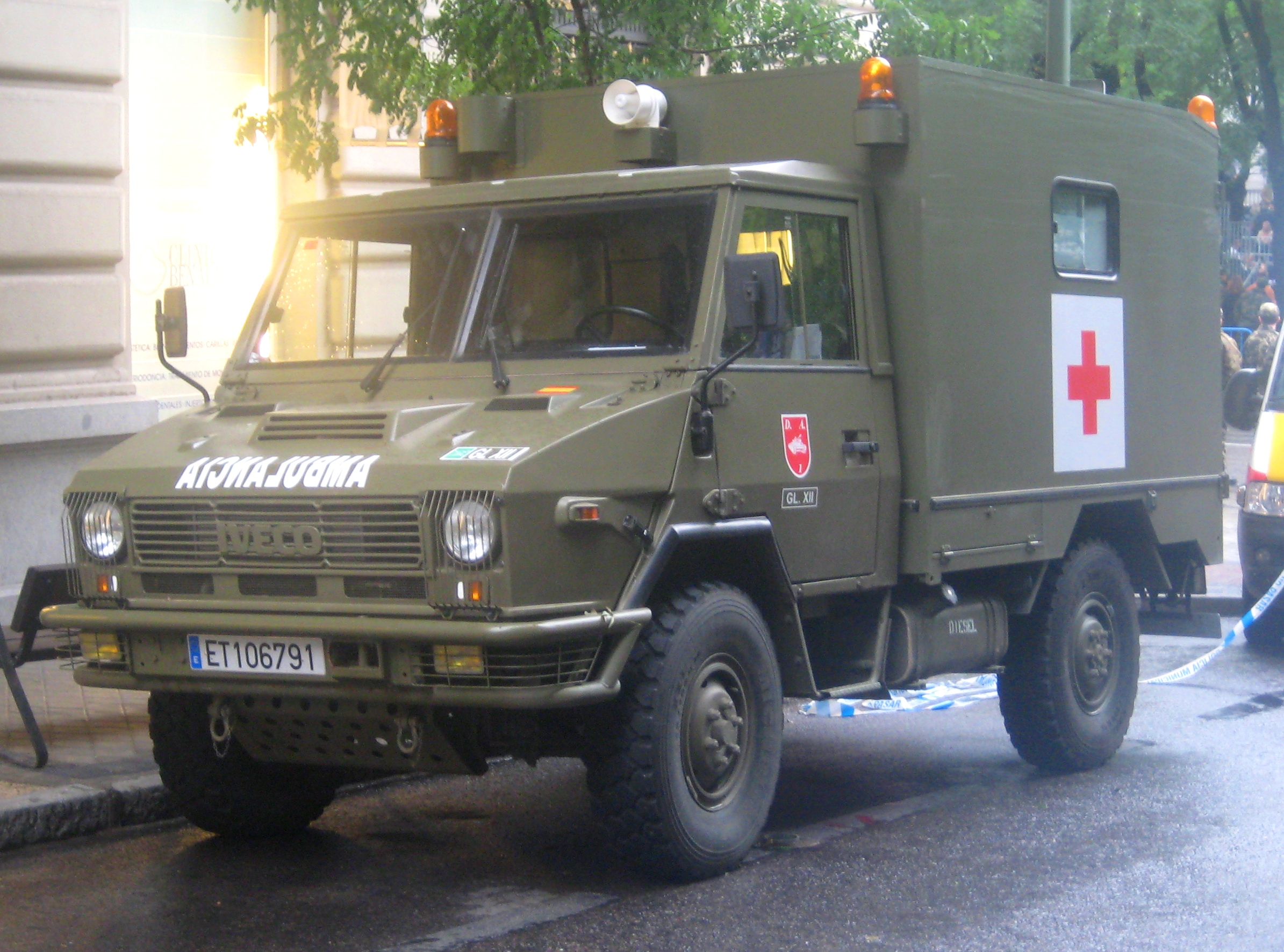
VM 90 versione Ambulanza non protetta dell'Ejército de Tierra

La versione Ambulanza del VM 90 è una variante del Torpedo adatta al trasporto di feriti fuoristrada ed in ambito tattico, che si affianca alla versione ambulanza del Fiat Ducato, sempre in dotazione all'Esercito Italiano, al Corpo militare volontario della Croce Rossa Italiana ed al Corpo militare EI-SMOM. Questa versione viene riprodotta sul modello base del VM90 ed è composta dalla cabina di guida con 3 posti a sedere (compreso conducente), ed un vano sanitario montato sul telaio della modello base.
Il vano sanitario o cellula medica, è separato dalla cabina e può contenere fino ad un massimo di 4 lettighe, disposte a due a due, su piani diversi. È dotato di un sistema di aerazione ed illuminazione autonomi e dispone di un impianto per ossigenoterapia su 2 attacchi, con l'ausilio e la scorta per un totale di 3 bombole di O2 utilizzabili contemporaneamente. Non mancano tutte le attrezzature ed i dispositivi medici in dotazione ad un'ambulanza civile.
L'allestimento esterno è molto semplice: sirena bitonale, quattro lampeggianti stroboscopici o rotanti con calotta blu posizionati sui quattro angoli della cellula medica, faro direzionale di colore bianco ed esposizione laterale sia destra che sinistra, nonché posteriore, della croce rossa in campo bianco, come funzione protettiva in quanto mezzo di soccorso.

### Caratteristiche
- Cilindrata: 2499 cm³
- N. cilindri: 4
- Potenza: kW: 75,7 (CV: 103) a 3800 giri/min
- Lunghezza: 4880 mm
- Larghezza: 2040 mm
- Altezza: 2200 mm
- N. marce: 5
- Trazione: integrale
- Velocità max: 110 km/h
- N. posti: 3 anteriori, 3 posteriori, 2-4 barellati
- Autonomia: 800 km.

## Versione "Antincendio"

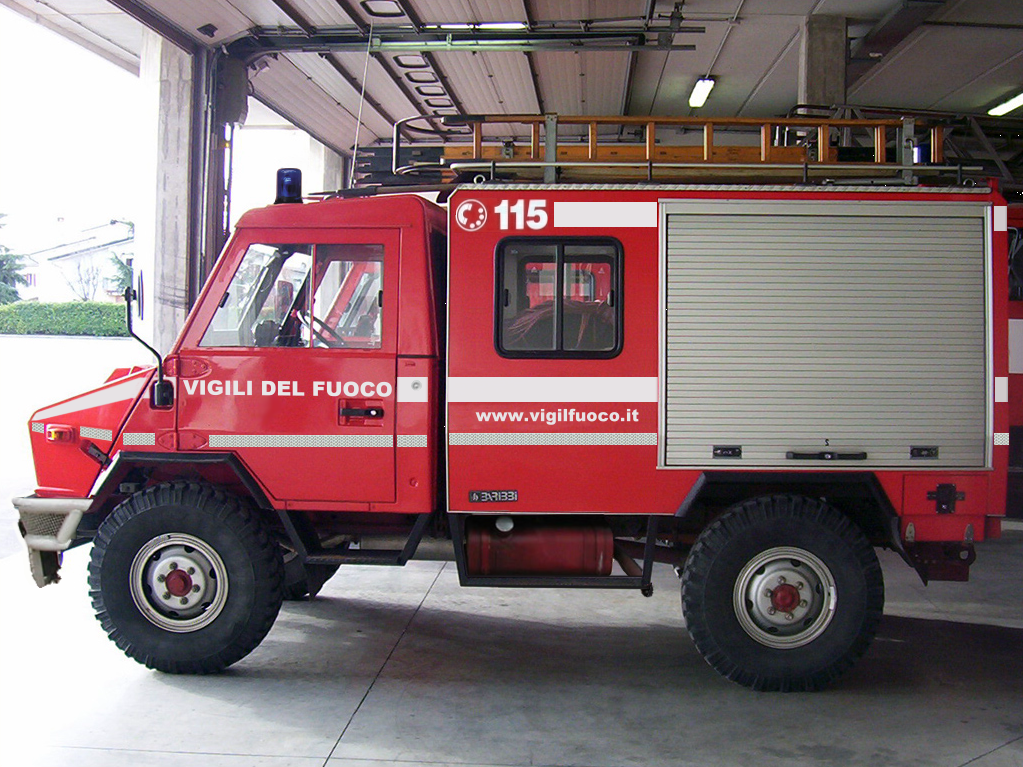
VM 90 versione Antincendio dei Vigili del Fuoco

La versione Antincendio del VM 90 è anch'essa una variante del Torpedo costruita appositamente per gli interventi in ambiente ostile, laddove non si può accedere con mezzi normali ed occorre necessariamente un intervento con un mezzo fuoristrada.
È attualmente impiegato prevalentemente dal Corpo Nazionale dei Vigili del Fuoco, ma anche dal Corpo Forestale dello Stato, dalla Polizia Penitenziaria, dai nuclei S.M.T.S. della CRI di Savona, dalle associazioni di Protezione Civile e da Corpi Antincendio Privati.
Questa versione viene riprodotta sul modello base del VM90 ed è composta dalla cabina di guida con 3 posti a sedere (compreso conducente), può comprendere un prolungamento cabina con altri 3 posti a sedere, ed un vano montato sul telaio della modello base.
Il vano è separato dalla cabina e può contenere a seconda degli allestimenti:
- prolungamento cabina con 3 posti a sedere;
- modulo antincendio (serbatoio + lance ed attacco manichette);
- modulo antincendio AIB;
- modulo a scomparti per servizio SAF;
- modulo polisoccorso.

Tali dotazioni, vengono applicate dalla casa madre, o successive modifiche, al modello base a seconda dell'esigenza in cui quel determinato mezzo andrà ad operare. Generalmente questo genere di allestimenti vengono creati e curati dalla Baribbi, dalla Magirus e dalla BAI. Le dotazioni sono le specifiche dei mezzi di soccorso antincendio, antincendio boschivo e SAF. A queste va aggiunto l'allestimento classico dei mezzi di soccorso antincendio: sirena bitonale e lampeggianti a calotta blu.

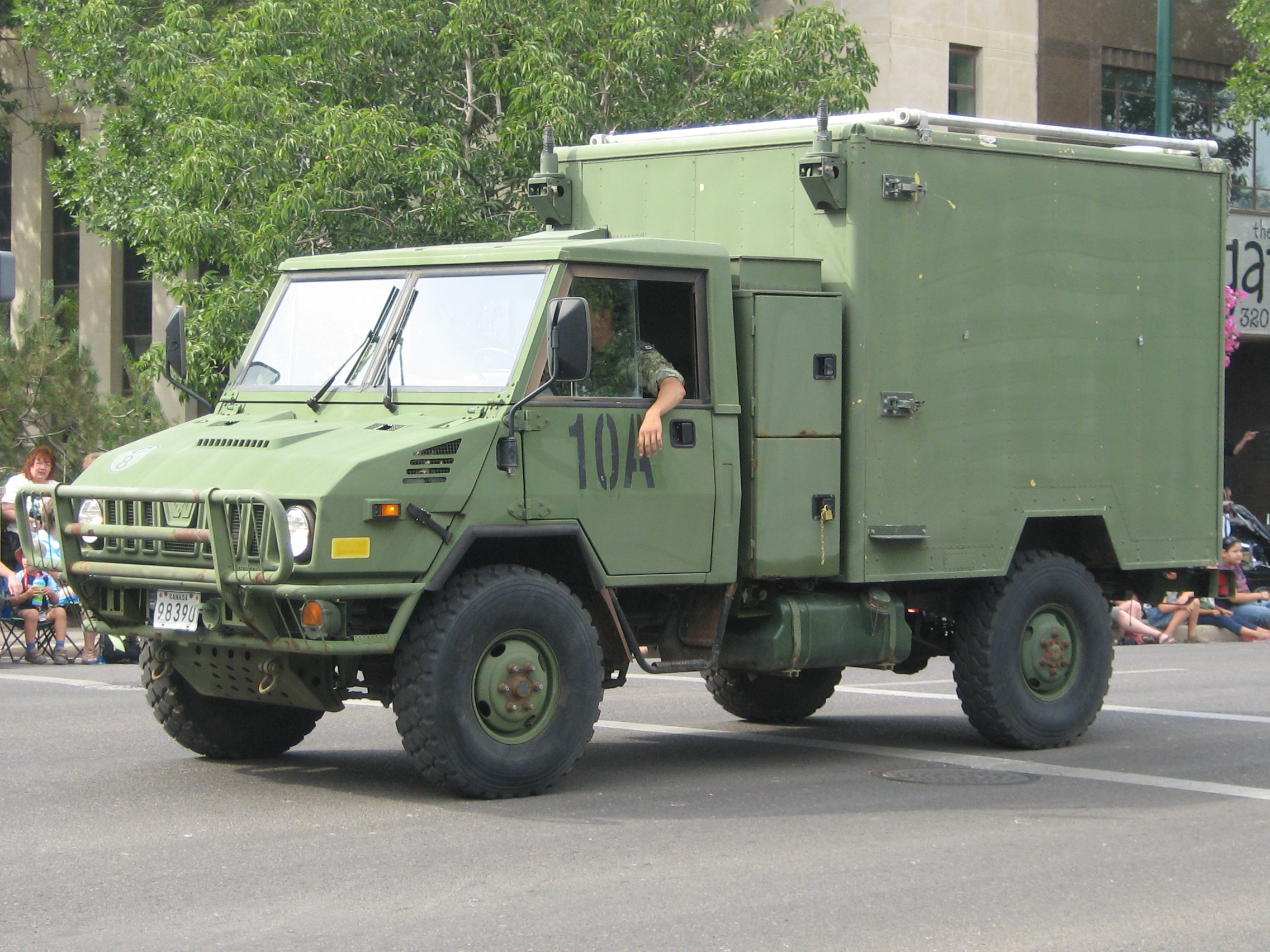
VM90 delle Forze Armate Canadesi

### Caratteristiche
- Cilindrata: 2499 cm³
- N. cilindri: 4
- Potenza: 75,7 kW (103 CV) a 3800 giri/min
- Lunghezza: 4500–4880 mm
- Larghezza: 2010–2040 mm
- Altezza: 2483–2570 mm
- N. marce: 5
- Trazione: integrale
- Velocità max: 110 km/h
- N. posti: 3 anteriori, 3 posteriori
- Autonomia: 800 km.

## Utilizzatori
- Italia: In servizio dal 1990 in svariate versioni.
- La versione Torpedo è in dotazione all'Esercito Italiano, alle forze terrestri della Marina Militare ed a quelle dell'Aeronautica Militare Italiana, ai Carabinieri dei Reggimenti MSU ed ai Carabinieri Paracadutisti, al Corpo militare volontario della Croce Rossa Italiana e al Corpo di Polizia Penitenziaria. La versione protetta invece è in dotazione ai reggimenti MSU e Tuscania dei Carabinieri, oltre che all'Esercito e al Corpo militare volontario della Croce Rossa Italiana in versione "Ambulanza Protetta".

Anche altri stati hanno in dotazione questo modello:
- Albania
- Belgio
- Brunei
- Bulgaria (Gendarmerie)[2]
- Canada: 2879 (prodotti su licenza da Western Star)
- Cina prodotti dal costruttore Naveco come Nanjing NJ2046[3]
- Egitto: 70
- Emirati Arabi Uniti
- Gibuti[4]
- Macedonia
- Malaysia: 29[5]
- Malta[6]
- Mongolia: 6 visti durante la parata nazionale del paese nel 2022[7]. Il numero esatto è sconosciuto
- Pakistan: 2200[senza fonte]
- Polonia
- Portogallo
- Somalia: donati dall'Italia all'Esercito Nazionale Somalo nel 2015[8]
- Spagna
- Ucraina: 4 mezzi inviati dal Portogallo in risposta all'invasione russa dell'Ucraina del 2022. Questi furono precedentemente utilizzati e modificati per la guerra in Iraq dalla Guardia Nazionale Repubblicana del Portogallo[9]